# Duško Marković
Duško Marković (în chirilică sârbă Душко Марковић; n. 6 iulie 1958, Mojkovac, Republica Socialistă Muntenegru, RSF Iugoslavia) este un politician muntenegrean care a fost prim-ministru în perioada 2016-2020.

## Tinerețe
Marković s-a născut pe 6 iulie 1958 în Mojkovac, Iugoslavia. A terminat școala primară și gimnazială în Mojkovac și a absolvit dreptul la Universitatea din Kragujevac. După ce a absolvit la Kragujevac, a început să lucreze în consultanță juridică pentru mina Brskovo din Mojkovac. Este căsătorit și are trei copii.

## Carieră politică
În 1986, Marković a fost numit secretar al adunării municipale din Mojkovac și primar în 1989. A părăsit postul în 1991 pentru a fi numit secretar general al guvernului muntenegrean condus de Milo Đukanović în Iugoslavia. În 1997, a fost ales în Adunarea Muntenegrului, iar în anul următor a devenit ministru adjunct al Internelor, responsabil de Serviciul de Securitate de Stat.
Pe 27 mai 2004, în timpul funcției sale la securitatea de stat, redactorul-șef al cotidianului Dan, Duško Jovanović, a fost ucis. În 2014, Marković a fost dat în judecată deoarece a ascuns informații care ar fi putut să-i expună pe ucigașii lui Jovanović. Soția lui Jovanović a mărturisit în fața instanței că Marković a amenințat că îl ucide pe Jovanović în timpul unui apel telefonic din aprilie 2003, în aceeași lună în care biroul Dan fost incendiat.
În 2005, după înființarea noii Agenții de Securitate Națională (ANB) în mai al aceluiași an, Marković a fost numit de Parlament la conducerea agenției, funcție pe care a ocupat-o până în 2010. În 2010, guvernul lui Igor Lukšić l-a numit mai întâi ministru fără portofoliu, apoi vicepremier și ministru al Justiției. În martie 2012, a fost numit ministru al drepturilor omului și minorităților. A părăsit guvernul în 2015 și, în același an, Congresul Partidului Democrat al Socialiștilor (DPS), care se afla la guvernare, l-a ales vicepreședinte al partidului. În 2016, a fost numit din nou ministru al justiției în guvernul provizoriu.

Pe 25 octombrie 2016, la zece zile după alegerile parlamentare, biroul DPS l-a ales pe Marković pentru a-l înlocui pe Milo Đukanović în funcția de prim-ministru. Nominalizarea sa a fost condamnată de opoziție, care l-a acuzat pe Marković de implicare în scandaluri de corupție și de omiterea informațiilor în ancheta despre asasinarea lui Duško Jovanović în 2004.

## Prim-ministru

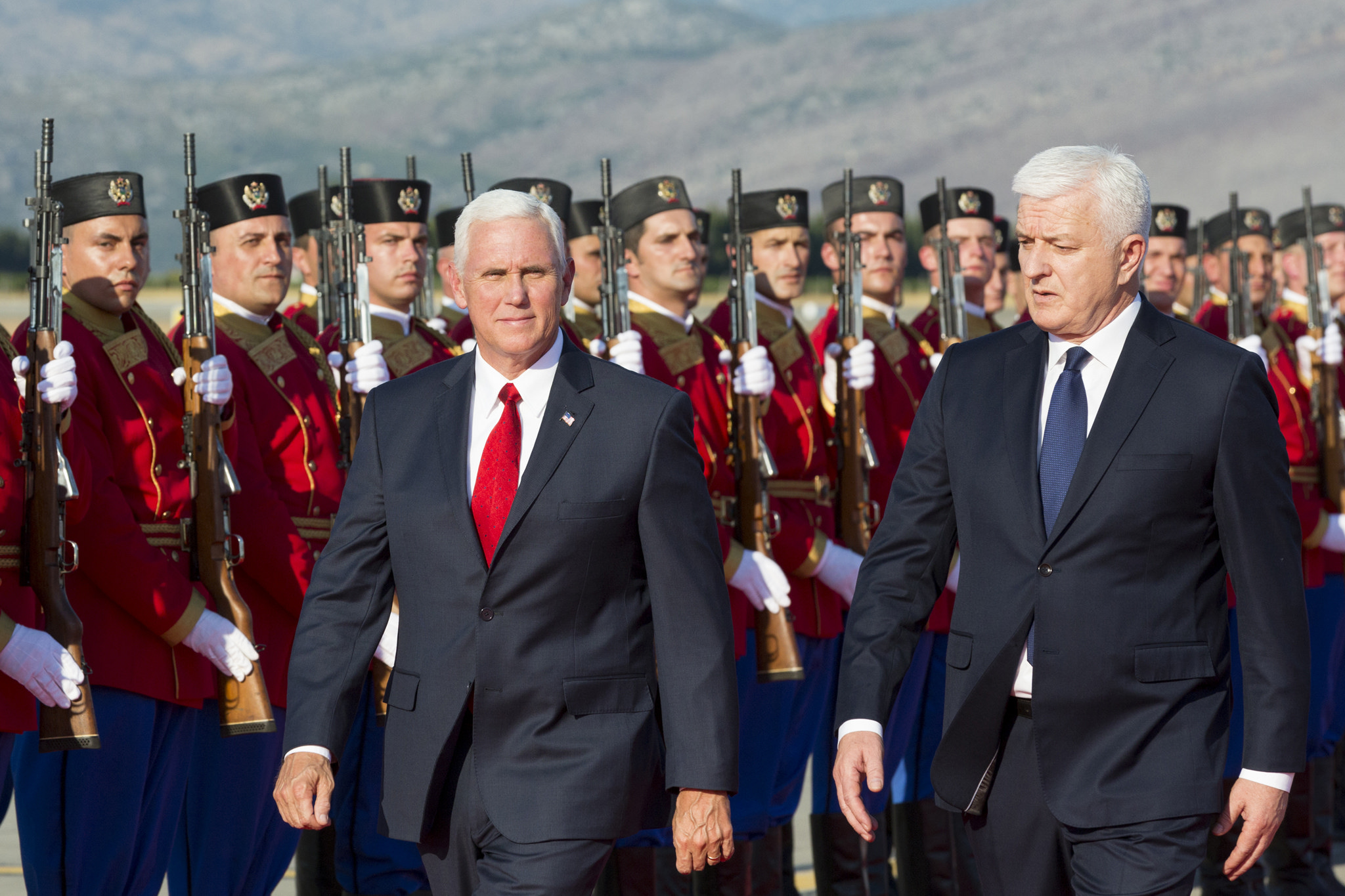
Marković cu vicepreședintele american Mike Pence, Podgorica, 1 august 2017

Pe 9 noiembrie 2016, Marković a fost numit prim-ministru de către președintele Muntenegrului Filip Vujanović, iar pe 28 noiembrie a fost confirmat de 41 din 81 de membri ai parlamentului (opoziția boicotând adunarea), cu sprijinul partidelor minoritare albaneze, croate și bosniace.
Pe 25 mai 2017, Marković a apărut la știri în toată lumea când președintele Statelor Unite, Donald Trump, a fost înregistrat cum pare să îl dea brusc deoparte pentru a ajunge în fața lui la o fotografie în timpul unei reuniuni la summitul NATO, la care Muntenegru a participa pentru prima dată, cu câteva zile înainte de aderarea formală la alianță. Ulterior, Marković nu a dat importanță gestului când a fost întrebat despre acest subiect.
Pe 10 octombrie 2018, Marković și-a exprimat sprijinul pentru modificările Legii cu privire la simbolurile de stat și Ziua de Stat, care i-ar penaliza pe cei care nu se ridică în picioare la imnul național muntenegrean cu până la 2.000 EUR. Modificarea descria niveluri ale amenzii în funcție de ocupația persoanei, cu amenzi pentru oamenii de afaceri de până la 6.000 EUR și până la 20.000 EUR pentru cei care lucrează în sistemul juridic.

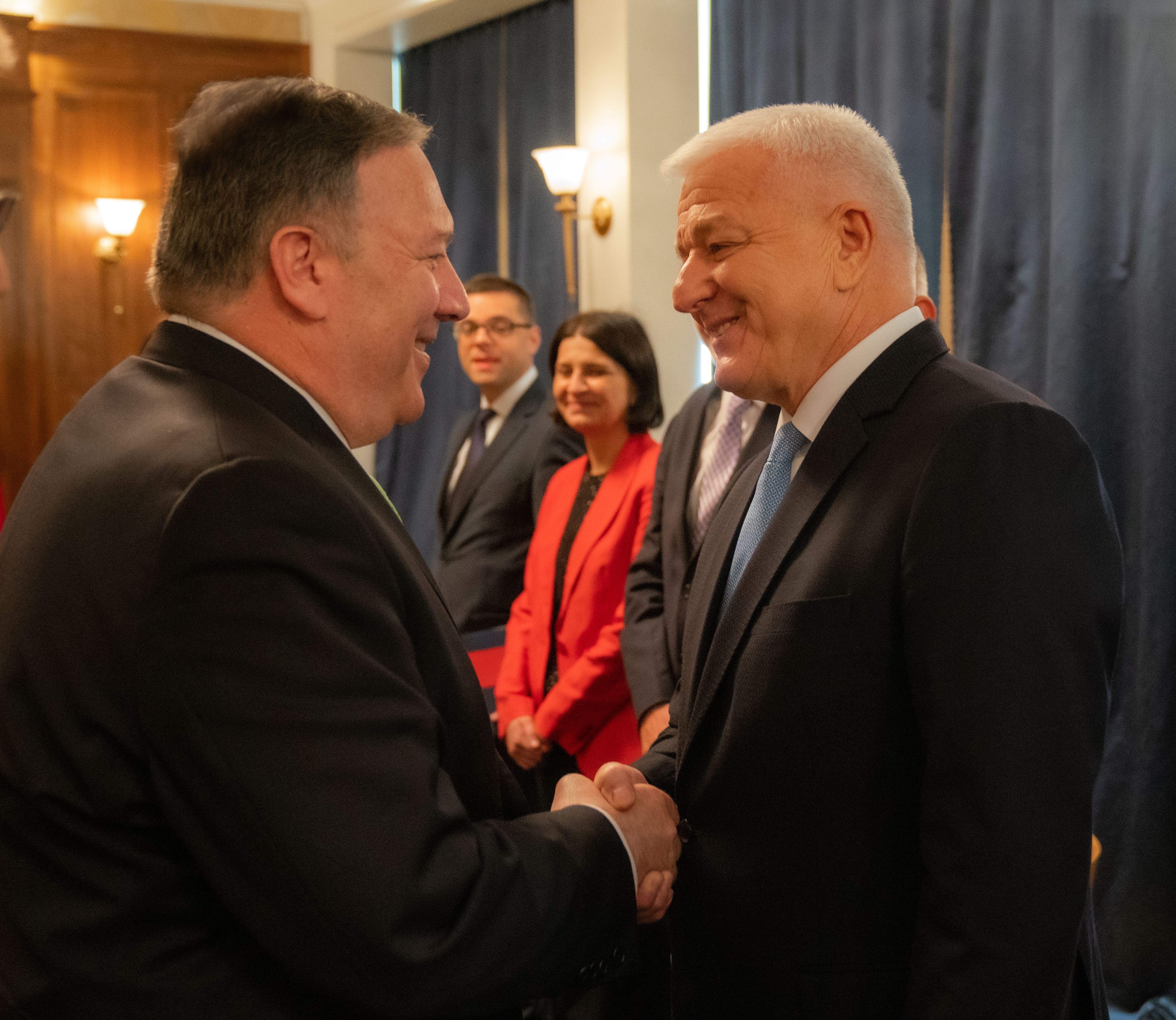
Marković cu secretarul de stat american Mike Pompeo, Podgorița, 4 octombrie 2019

Când un jurnalist l-a întrebat pe Marković dacă amendamentele pot fi puse în aplicare, Marković a sugerat că ar putea fi puse în aplicare pe stadioane, spunând că „toată lumea va urmări, fiecare instituție care poartă un steag, fiecare cetățean care iubește această țară. Și bineînțeles agențiile de stat, agențiile de inspecție. Pe oricine recunoaștem pe stadion care nu se ridică, dacă îi identificăm, vom depune o acuzație.”
Protestele împotriva corupției din cadrul guvernului condus de Marković au început în februarie 2019 la scurt timp după dezvăluirea filmărilor și a documentelor care par să implice înalții oficiali în obținerea de fonduri suspecte pentru campania electorală a alegerilor parlamentare din 2016 pentru Partidul Democrat al Socialiștilor.
Începând cu sfârșitul lunii decembrie 2019, legea recent proclamată care transferă de drept proprietatea asupra clădirilor și moșiilor bisericești de la Biserica Ortodoxă Sârbă din Muntenegru către statul muntenegrean a declanșat o serie de proteste masive urmate de blocaje rutiere, care au continuat până în 2020.